# Yulong (köping i Kina, Henan)
Yulong (kinesiska: 豫龙, 豫龙镇) är en köping i Kina. Den ligger i provinsen Henan, i den centrala delen av landet, omkring 20 kilometer väster om provinshuvudstaden Zhengzhou. Antalet invånare är 51 785. Befolkningen består av 25 313 kvinnor och 26 472 män. Barn under 15 år utgör 16,0 %, vuxna 15-64 år 75 %, och äldre över 65 år 8,0 %.
Genomsnittlig årsnederbörd är 617 millimeter. Den regnigaste månaden är juli, med i genomsnitt 126 mm nederbörd, och den torraste är december, med 4 mm nederbörd.